# Nürnbergi repülőtér
A Nürnbergi repülőtér (IATA: NUE, ICAO: EDDN) egy nemzetközi repülőtér Németországban, Nürnberg közelében. Éves utasforgalma 3 272 138 fő (2022).

## Futópályák
A repülőtér futópályái:
- 10/28 (2700 m, 45 m, aszfalt, beton)

## Forgalom
Az utasforgalom az elmúlt években az alábbi módon változott:
| Utasok száma | 1 427 230 | 1 880 151 | 2 518 028 | 3 195 818 | 3 843 710 | 4 269 606 | 3 597 136 | 3 381 681 | 4 111 689 | 3 272 138 |
|              | 1991      | 1994      | 1998      | 2001      | 2005      | 2008      | 2012      | 2015      | 2019      | 2022      |

## Légitársaságok és úticélok
2024-ben a Nürnbergi repülőtérről az alábbi járatok indulnak (Utoljára frissítve: 2024-11-2):
| Légitársaság       | Célállomások |
| ------------------ | --- |
| Aegean Airlines    | Szezonális: Athens, Thessaloniki |
| Air Cairo          | Hurghada |
| Air France         | Párizs-Charles de Gaulle repülőtér |
| Air Serbia         | Belgrád |
| British Airways    | Szezonális: London–Heathrow (újrakezdődik 2024 november 28-tól) |
| Condor             | Fuerteventura, Gran Canaria, Hurghada, Tenerife–South Szezonális: Heraklion, Palma de Mallorca, Rhodes, |
| Corendon Airlines  | Antalya, Gran Canaria, Hurghada, Tenerife–South Szezonális: Adana/Mersin, Ankara, Corfu, Dalaman, Fuerteventura, Heraklion, İzmir, Kayseri, Kos, Lanzarote, Marsa Alam, Palma de Mallorca, Rhodes                                                                  |
| Eurowings          | Palma de Mallorca Szezonális: Bastia, Fuerteventura, Funchal (kezdődik 2024 november 2-től), Gran Canaria, Heraklion, Hurghada, Kos, Marsa Alam, Nizza, Rhodes, Róma-Fiumicino                                                                                     |
| Fly Lili           | Brașov |
| Freebird Airlines  | Szezonális: Antalya |
| GP Aviation        | Charter: Pristina |
| KLM                | Amszterdam |
| Lufthansa          | Frankfurt |
| Mavi Gök Airlines  | Szezonális: Antalya |
| Nesma Airlines     | Szezonális charter: Hurghada |
| Nouvelair          | Szezonális: Monastir |
| Pegasus Airlines   | Antalya, Istanbul–Sabiha Gökçen Szezonális: İzmir |
| Ryanair            | Alicante, Budapest, London–Stansted, Málaga, Palma de Mallorca, Seville, Szófia, Tenerife–South, Thessaloniki, Valencia, Vilnius Szezonális: Bari, Cagliari, Chania, Corfu, Faro, Girona, Lamezia Terme, Lanzarote, Naples, Palermo, Porto, Preveza/Lefkada, Zadar |
| SmartLynx Airlines | Szezonális charter: Djerba, Enfidha, Fuerteventura, Gran Canaria, Heraklion, Hurghada, Kos, Rhodes |
| Smartwings         | Szezonális charter: Abu Dhabi |
| SunExpress         | Antalya, İzmir Szezonális: Dalaman |
| Tailwind Airlines  | Szezonális charter: Antalya |
| Trade Air          | Szezonális charter: Pristina |
| Turkish Airlines   | Istanbul |
| Vueling            | Barcelona |
| Wizz Air           | Bukarest–Otopeni, Chișinău (kezdődik 2024 december 19-től), Cluj-Napoca, Sibiu, Skopje, Tirana |

## Statisztika
| [ 43 ] [ 44 ] [ 45 ]      | 2017      | 2016      | 2015      | 2014      | 2013      | 2012      | 2011      | 2010      | 2009      | 2008      | 2007      | 2006      |
| ------------------------- | --------- | --------- | --------- | --------- | --------- | --------- | --------- | --------- | --------- | --------- | --------- | --------- |
| Gépmozgás                 | 64 111    | 59 602    | 60 160    | 61 257    | 62 644    | 64 391    | 67 720    | 70 778    | 71 217    | 76 768    | 81 082    | 78 043    |
| Utasforgalom              | 4 186 961 | 3 469 130 | 3 384 925 | 3 262 000 | 3 314 524 | 3 602 459 | 3 967 301 | 4 073 819 | 3 969 857 | 4 274 222 | 4 244 115 | 3 965 357 |
| Menetrend szerinti utasok | 3 020 590 | 2 323 125 | 2 149 546 | 2 117 890 | 2 145 625 | 2 092 020 | 2 209 975 | 2 154 170 | 2 054 635 | 2 266 716 | 2 241 115 | 1 923 381 |
| Charter utasok            | 1 110 583 | 1 104 595 | 1 176 429 | 1 092 108 | 1 126 438 | 1 451 400 | 1 723 482 | 1 844 593 | 1 850 654 | 1 942 701 | 2 003 000 | 1 960 005 |
| Teherforgalom tonnában    | 8 120     | 5 940     | 41 350    | 103 076   | 90 973    | 99 355    | 107 123   | 107 100   | 80 159    | 104 606   | 106 982   | 98 264    |
| Alkalmazottak             | 4133      | 4022      | 3300      | 3300      | 3300      | 3472      | 4000      | 4117      | 4000      | 4083      | 4239      | 4091      |